# Kosmas Indikopleustes

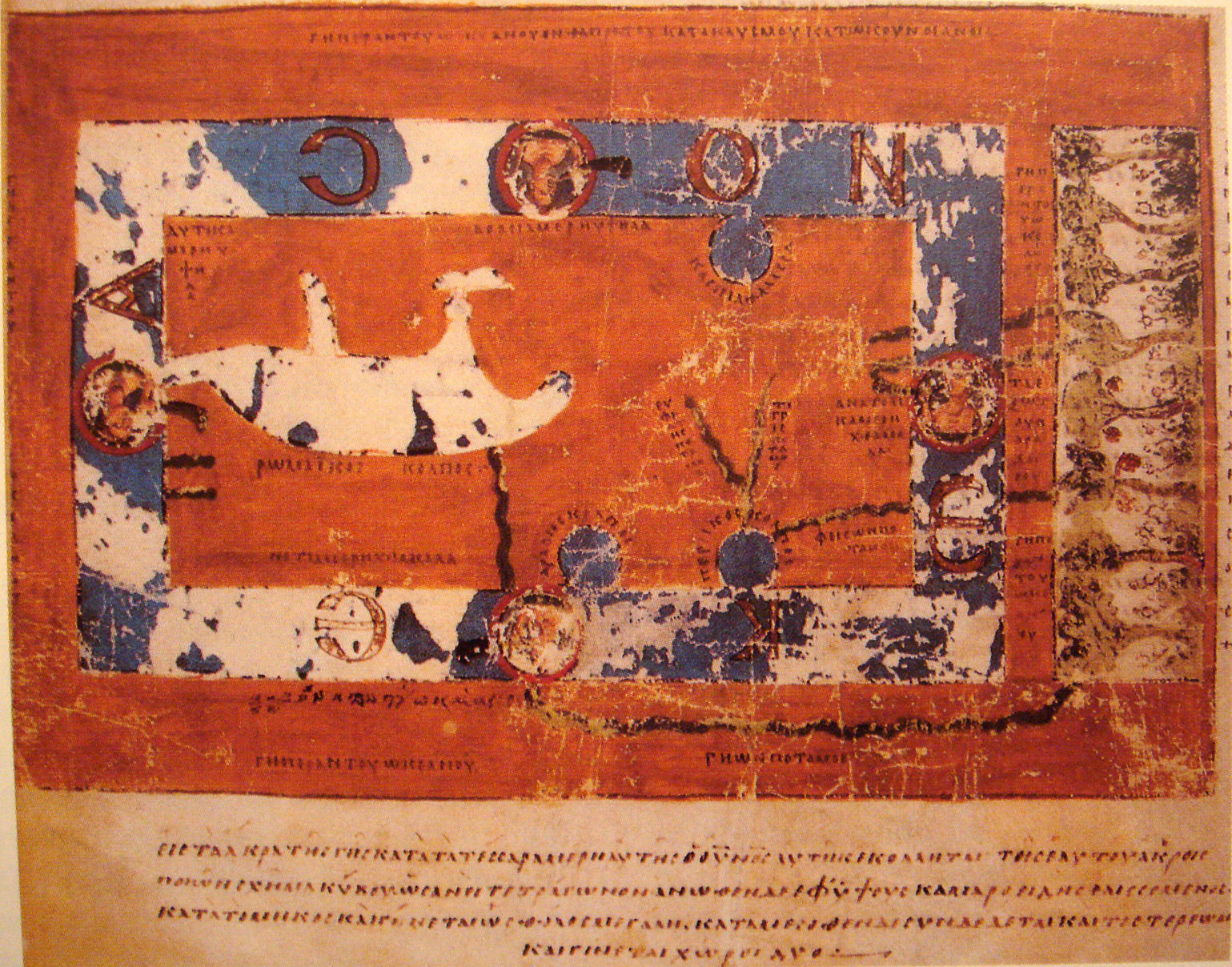
Mapa świata według Kosmasa Indikopleustesa, VI wiek

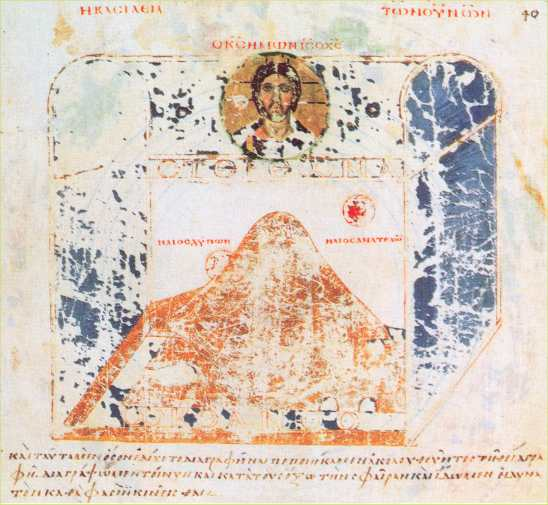
Mapa świata z Topographia Christiana, VI wiek

Kosmas Indikopleustes, stgr. Κόσμας Ἰνδικοπλεύστης (przełom V-VI w. n.e.) – bizantyński mnich, geograf i podróżnik.

## Życiorys
Kosmas Indikopleustes spędził młodość w stolicy Cesarstwa wschodniorzymskiego, Bizancjum. Miasto, będąc ówcześnie głównym ośrodkiem handlowym Cesarstwa, do którego ściągali kupcy z całego świata, nawet z Chin i Indii, miało wpływ na rozwinięcie jego zamiłowania do podróżowania. Swoją podróż rozpoczął wraz z karawaną kupiecką zmierzającą do Syrii i Egiptu. Następnie droga powiodła go do Etiopii, skąd udał się na wybrzeże Afryki Wschodniej i drogą morską przeprawił się do Indii. W tym kraju przebywał dłuższy czas, zwiedzając miasta portowe. Dotarł także do wyspy Cejlon. W dojrzałym wieku osiadł w Aleksandrii, gdzie rozpoczął spisywać swoje podróże i spostrzeżenia na temat odwiedzanych regionów.
W 547 r. wydał książkę Chrześcijańska topografia wszechświata, w której wyłożoną tam naukę oparł na Biblii, twierdząc, że: „Nie można wierzyć świeckiej nauce, która wyobraża sobie iż rozumem można objaśnić świat”. W rezultacie powstał prymitywny obraz świata, w którym Ziemia była nie tylko nieruchoma i płaska, ale miała kształt prostokąta. Pośrodku znajdowała się Palestyna jako Ziemia Święta, zaś na północy wznosiła się ogromna góra. Wszystkie ciała niebieskie okrążały Ziemię, ale nigdy nie schodziły pod nią, kryły się tylko za ową górą, poruszając się przy tym po sferach obracanych przez specjalnych Aniołów. Cały ten świat ograniczony był z boków pionowymi ścianami, a u góry przykryty stropem, tworząc tym samym "gigantyczną skrzynię", na której dnie leżała Ziemia. Na samej górze miał swą siedzibę Bóg, który czuwał nad całym światem.
Wydania tego dzieła oraz przekładu na język francuski dokonała polska bizantynolog Wanda Wolska Conus w ramach prestiżowej serii Sources chrétiennes.

## Wydania dzieła
- Cosmas Indicopleustes, Topographie chrétienne, t. 1:(Livres I–IV), introduction, texte critique, illustration, traduction et notes par Wanda Wolska-Conus, preface de Paul Lemerle, Paris: Les Éditions du Cerf 1968. Seria: Sources Chrétiennes, t. 148.
- Cosmas Indicopleustès, Topographie chrétienne, t. 2:(Livre V), introduction, texte critique, illistration, traduction et notes par Wanda Wolska-Conus, Paris: Les Éditions du Cerf 1970. Seria: Sources Chrétiennes, t.159.
- Cosmas Indicopleustès, Topographie chrétienne, t. 3:(Livres VI–XII), introduction, texte critique, illustration, traduction et notes par Wanda Wolska-Conus, Paris: Les Éditions du Cerf 1973. Seria: Sources Chrétiennes, t.197 [recenzja: t. 1–3 – Jean Darrouzès, "Revue des études byzantines" 33 (1975), s. 302–303].

## Literatura dodatkowa
- Wanda Wolska Conus, La topographie chrétienne de Cosmas Indicopleustes: théologie et sciences au VIe siècle, Paris: Presses Universitaires de France 1962. Bibliothèque byzantine, t.3 [Texte remanié de Thèse de doctorat: Lettres, Paris 1958].
- Kosmas Indikopleustes, Topografia chrześcijańska (fragm.), przeł. Halina Evert-Kappesowa [w:] Upadek Cesarstwa Rzymskiego i początki feudalizmu na Zachodzie i w Bizancjum, oprac. Marian Henryk Serejski, Warszawa 1954. Materiały Źródłowe do Historii Powszechnej Epoki Feudalizmu, t. 1, red. Marian Małowist s.169-172.